# Jorge Kahwagi
Jorge Kahwagi Macari (Ciudad de México, México, 28 de mayo de 1968) es un empresario, abogado y exboxeador mexicano. De 2001 a 2006 fue miembro del Partido Verde Ecologista de México, al que renunció para formar parte del Partido Nueva Alianza, donde ocupó el cargo de secretario general hasta la renuncia de Tomás Ruiz González, con lo que asumió la presidencia del partido de 2007 a 2011. 
Su carrera ha atravesado polémicas por su relación con la farándula mexicana y sus actividades políticas y empresariales, así como una actividad social muy publicitada. Es hijo del empresario Jorge Kahwagi Gastine.

## Carrera

### Carrera política
Se ha desempeñado como diputado Federal del Partido Verde Ecologista de México en la LIX Legislatura del Congreso de la Unión de México, siendo coordinador de su grupo parlamentario.
Entró en controversia al participar en el reality show Big Brother, producido en Televisa, pidiendo licencia en el Congreso, lo cual fue objetado por otros partidos políticos.
En 2006 renunció al Partido Verde ante presuntos desacuerdos con Jorge Emilio González Martínez (conocido como "El Niño Verde"), integrándose al Partido Nueva Alianza, en el que fue secretario general junto con Tomás Ruiz González, y después desempeñó el cargo de presidente.

### Carrera como boxeador
Durante su etapa como estudiante universitario, practicó boxeo de manera amateur.
Entre 2001 y 2005 protagonizó 11 peleas profesionales, ganándolas a todas por la vía del nocaut. Se consagró campeón mexicano de peso crucero en febrero de 2002, obteniendo luego en la misma categoría los títulos de campeón latino del Consejo Mundial de Boxeo (CMB) y de la Organización Mundial de Boxeo (OMB), como también el de campeón internacional del CMB.
Pese a su éxito, su carrera deportiva fue muy cuestionada en su país por las acusaciones de que sólo enfrentaba a rivales de bajo nivel y que, presuntamente, también había amañado los encuentros para terminar siempre como vencedor (al menos cuatro de sus rivales -los estadounidenses Perry Williams, Richard Wilson, Dwayne Swift y Buck Smith- fueron investigados por el FBI por recibir dinero para dejarse derrotar). De hecho, en su último combate profesional en julio de 2005 contra el brasileño Roberto Coelho, Kahwagi se fue abucheado por el público a pesar de haber noqueado a su adversario en el segundo round, ya que parte de los espectadores interpretaron que la mala actuación de Coelho en esa pelea no era producto de la casualidad.
Diez años después de su retiro, volvió a competir profesionalmente, esta vez enfrentando a su compatriota Ramón Olivas en una pelea programada en Filipinas. El duelo duró solamente 40 segundos, y terminó con un golpe que Kahwagi le propinó en la mandíbula a su rival, lo cual resultó en un nocaut técnico. Algunos medios consideraron que la pelea fue un mero espectáculo, donde los asistentes se reían, y que el intercambio de golpes estaba coreografiado, llegando a "parecer algo más que una caricatura deprimente de lo que debe ser el boxeo."

### Otras actividades
Ha incursionado en el ámbito empresarial, actividades entre las que destaca el haber sido vicepresidente del periódico mexicano La Crónica de Hoy. Posteriormente fue nombrado presidente del Grupo Editorial Crónica, y del diario de tirada nacional Crónica.
Es autor del libro La tragedia de la envidia.

## Vida personal
En mayo de 2013 fue acusado en Puerto Vallarta, Jalisco, de golpear a su entonces pareja, Ana Gabriela González Sánchez, dejándola inconsciente.